# Thamnobryum quisumbingii
Thamnobryum quisumbingii là một loài Rêu trong họ Neckeraceae. Loài này được (Veloira) Z. Iwats. & B.C. Tan miêu tả khoa học đầu tiên năm 1977.